# Mike Nichols
Mike Nichols (născut Mikhail Igor Peschkowsky; n. 6 noiembrie 1931, Berlin, Republica de la Weimar – d. 19 noiembrie 2014, New York City, New York, SUA) a fost un regizor de film, televiziune și teatru, scenarist, producător și comediant. În 1968 a câștigat Premiul Oscar pentru cel mai bun regizor pentru filmul Absolventul. Alte filme care l-au făcut cunoscut sunt Cui i-e frică de Virginia Woolf?, Carnal Knowledge, Silkwood, Working Girl, Closer și serialul TV Angels in America.

## Filmografie selectivă
Filme regizate
- 1966 Cui i-e frică de Virginia Woolf? (Who's Afraid of Virginia Woolf?)
- 1967 Absolventul (The Graduate)
- 1970 Aliniatul 22 (Catch-22)
- 1971 Cunoaștere carnală (Carnal Knowledge)
- 1973 Ziua delfinului (The Day of the Dolphin)
- 1975 Averea
- 1980 Gilda Live
- 1983 Silkwood
- 1986 Dragoste frântă (Heartburn)
- 1988 Biloxi Blues
- 1988 Working Girl
- 1990 Salutări din Hollywood (Postcards from the Edge)
- 1991 Viața lui Henry
- 1994 Wolf
- 1996 Cabaret în familie
- 1998 Cum să ajungi președinte
- 2000 Un mascul extraterestru (What Planet Are You From?)
- 2001 Wit
- 2003 Îngeri în America (Angels in America)
- 2004 Ispita (Closer)
- 2007 Războiul lui Charlie Wilson (	Charlie Wilson’s War)

## Legături externe
- Materiale media legate de Mike Nichols la Wikimedia Commons
- en Mike Nichols la Internet Broadway Database
- en Mike Nichols la Internet Off-Broadway Database
- Mike Nichols la Internet Movie Database
- Mike Nichols acceptând Premiul AFI pentru întreaga carieră în 2010, video, 3 min.